# Arc de Caracal·la (Djémila)
L'arc de Caracal·la és un arc de triomf romà de principis del s. III, situat al jaciment arqueològic de la ciutat de Djémila (també anomenada Cuicul) a Algèria. L'estructura, d'un sol arc es construí en el camí que portava a Sitifis i esdevingué l'entrada al fòrum sever de la ciutat.

## Història
L'arc s'erigí l'any 216 en honor de l'emperador Caracal·la, de la seua mare Júlia Domna i de son pare mort Septimi Sever.
El 1839, el príncep Ferran Felip d'Orleans veié l'arc durant una expedició i volgué transportar-lo a París, on pretenia erigir-lo amb la inscripció "L'exèrcit d'Àfrica, per a França". Després de la seua mort el 1842, el projecte, que estava a punt d'executar-se, fou abandonat.
L'arc, al costat de la resta del jaciment arqueològic de Djémila, forma part de llista de Patrimoni de la Humanitat de la Unesco des de 1982.

## Descripció
La construcció, d'un sol arc, té una altura de 12,5 m, un ample d'11,6 m i una profunditat de 3,9 m. A banda i banda de l'arc, als pilons, hi ha nínxols, cadascú emmarcat per un parell de columnes de fust llis sobre pedestals, rematades per capitells corintis, separades de la paret i col·locades per parelles sobre un mateix pedestal. Cada parell de columnes sosté un entaulament format per diverses cornises, coronat per un petit edicle amb frontó que s'alça fins a l'àtic. Els angles de les dues parets laterals estan emmarcats per pilastres amb decoració d'acant a la part superior.
L'arc de l'obertura és fet amb dovelles i el conjunt es delimita amb cornises.
A la part superior de l'àtic encara s'observen tres bases que originàriament sostenien estàtues dels membres de la família imperial.